# スイセン
スイセン（学名: Narcissus tazetta; 英語: paperwhite, bunch-flowered narcissus, bunch-flowered daffodil, Chinese sacred lily, cream narcissus, joss flower, polyanthus narcissus）は多年生の観葉植物であり、鱗茎から発育する。'Caniculatus', キブサスイセン, 'Ziva' といった栽培品種が室内で良く栽培される。

## 概要

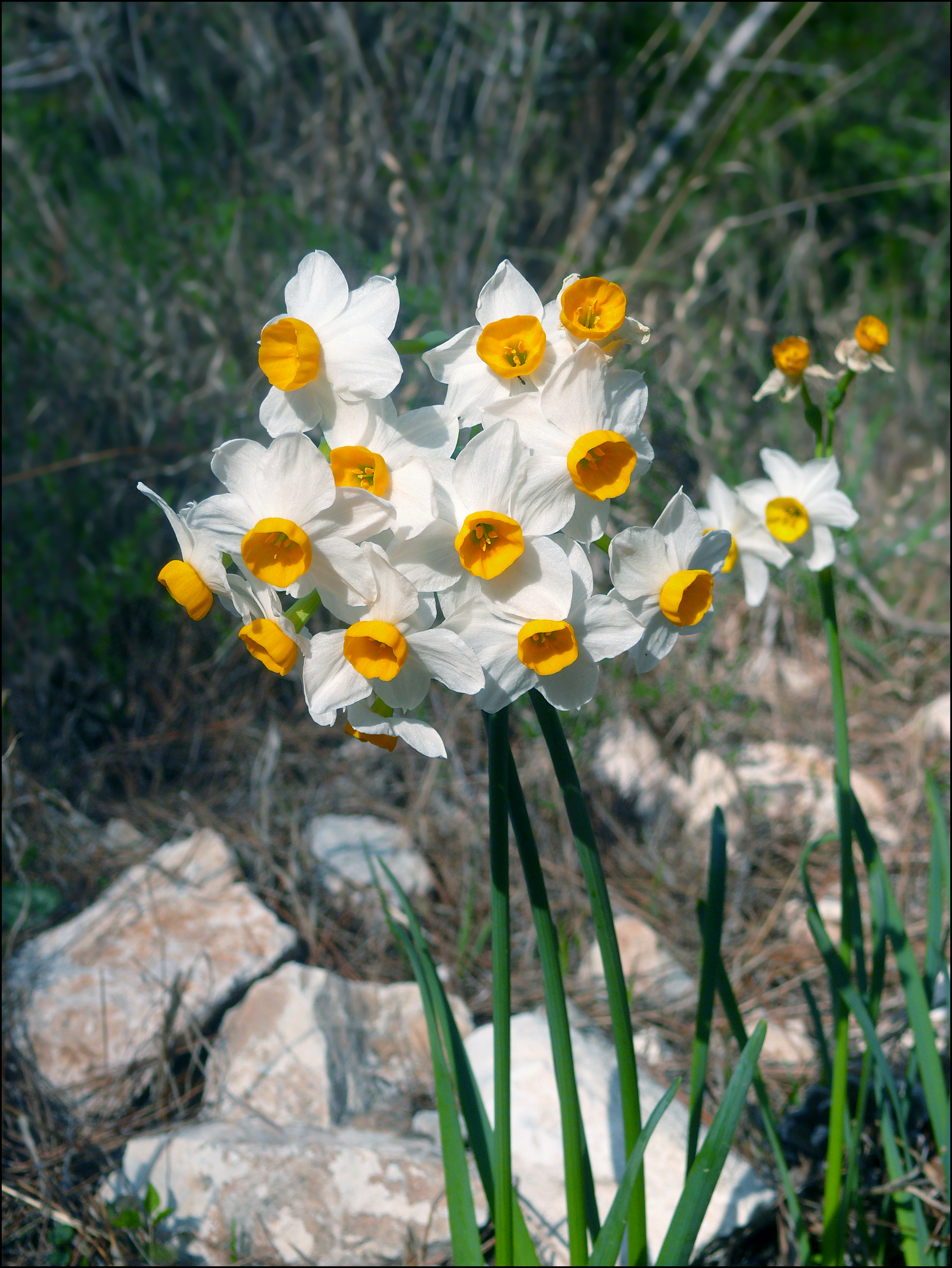
山のエコタイプ（イスラエル）

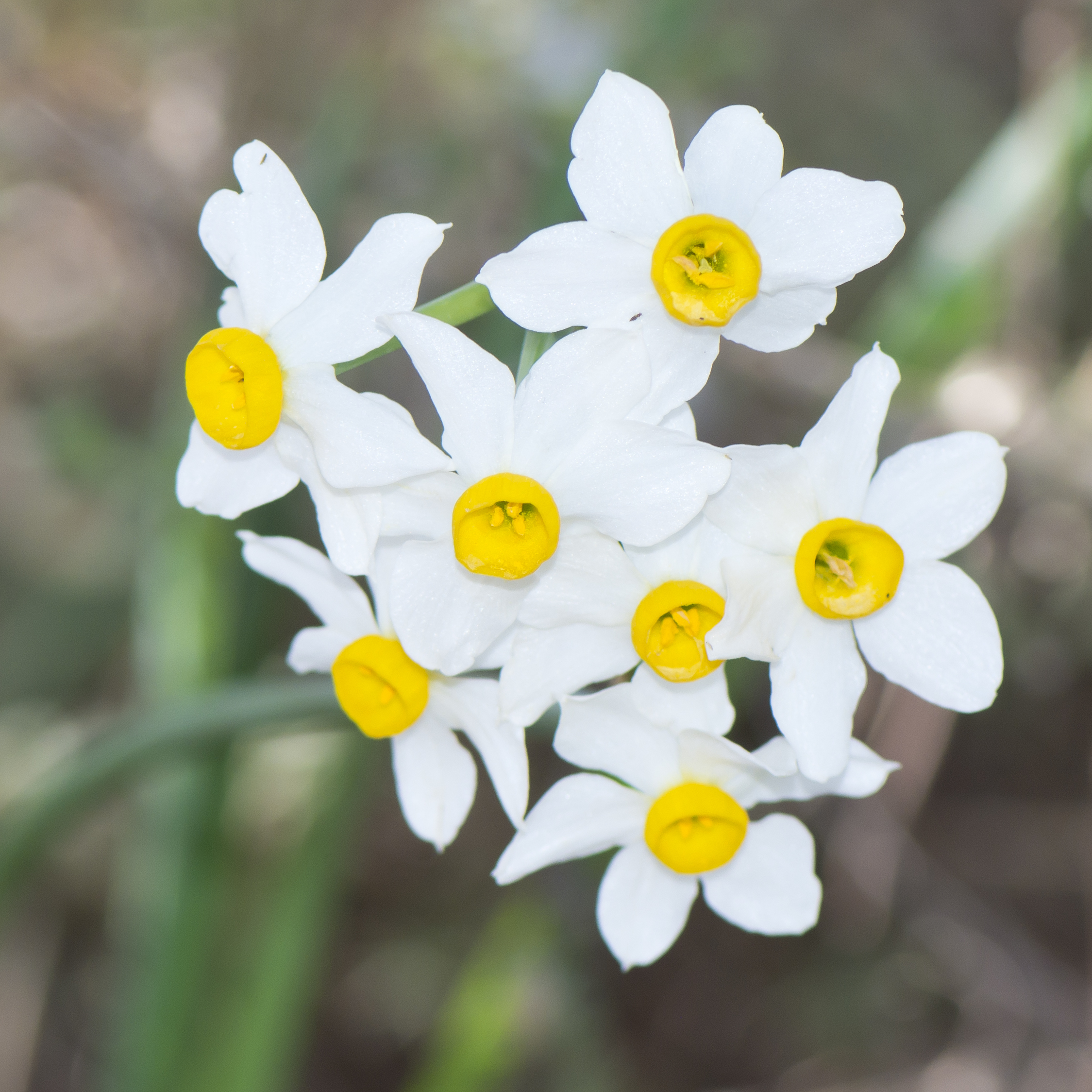
花の拡大画像

スイセンはスイセン類の中で最も草丈が高くなり、最大で80センチメートルほどになり、長さ40センチメートル、幅15ミリメートルほどの葉をつける。ひとつの散形花序につき副花冠をもった白い花を最大で8つ咲かせる。

## 分類

### 亜種
「World Checklist of Selected Plant Families」では以下の6亜種が記載されている。
- N. tazetta subsp. aureus (Jord. & Fourr.) Baker[12] syn. N. bertolonii – 南東フランス、サルデーニャ島、北西イタリア、アルジェリア、モロッコ
- N. tazetta subsp. canariensis (Burb.) Baker[13] – カナリア諸島
- 二ホンズイセン N. tazetta subsp. chinensis (M.Roem.) Masam. & Yanagih.[14][15] – 中国南東部、日本、韓国
- N. tazetta subsp. corcyrensis (Herb.) Baker[16] – ギリシア・ケルキラ島
- N. tazetta subsp. italicus (Ker Gawl.) Baker[13] syn. N. italicus – 南仏からギリシアにかけての地中海沿岸
- N. tazetta subsp. tazetta – 地中海盆地からアフガニスタンに至る幅広い地域

## 生態
スイセンにはオルシノールジメチルエーテルという芳香物が含まれており、他にはバラやガリネロなどわずかな植物しか持たない。ヒトの鼻では感知できないが、ミツバチを対象にした実験では感知できることが示されている。

## 分布
スイセンはポルトガルからトルコまで、地中海盆地に幅広く分布する。また、中東、中央アジア、イラン、アフガニスタン、パキスタン、インド、ネパール、ブータン、カナリア諸島、中華人民共和国（福建省、浙江省）、日本、オーストラリア、朝鮮半島、ノーフォーク島、ニュージーランド、バミューダ諸島、メキシコ、アメリカ合衆国（オレゴン州、カリフォルニア州、テキサス州、アラバマ州、アーカンソー州、フロリダ州、ルイジアナ州、ミシシッピ州、ノースカロライナ州、サウスカロライナ州、バージニア州、ウェストバージニア州）および南米で帰化している。

## 用途
スイセンは精油用として、主に南仏で商業的に栽培されている。クチベニスイセンとの種間雑種も精油用に栽培される。

## 文献

### 書籍
- van Kampen et fils, Nicolas (1760) (French). Traité des fleurs à oignons: contenant tout ce qui est nécessaire pour les bien cultiver, fondé sur une expérience de plusieurs années. Harlem: Bohn 2014年12月26日閲覧。 translated into English as (van Kampen & Son 1764)
- van Kampen & Son, Nicolas (1764) (translated (Harrison) from French: (van Kampen et fils 1760)). The Dutch florist, or, True method of managing all sorts of flowers with bulbous roots (2 ed.). London: Baldwin 2014年12月26日閲覧. "Next to the Hyacinths, Tulips, Ranunculuses, and Anemones, of which we have treated already,  the Polyanthus Narcissus holds the first place and demands our chief attention"

### 論文
- Rivka Dulberger (September 1964). “Flower Dimorphism and Self-Incompatibility in Narcissus tazetta L.”. Evolution 18 (3):  361–363. doi:10.1111/j.1558-5646.1964.tb01613.x. JSTOR 2406347.
- ARROYO, JUAN; DAFNI, AMOTS (January 1995). “Variations in habitat, season, flower traits and pollinators in dimorphic Narcissus tazetta L. (Amaryllidaceae) in Israel”. New Phytologist 129 (1):  135–145. doi:10.1111/j.1469-8137.1995.tb03017.x. PMID 33874423.
- Krelage, JH (17 April 1890). “On Polyanthus Narcissi”. Journal of the Royal Horticultural Society 12 (Daffodil Conference and Exhibition):  339–346 2014年12月25日閲覧。.
- Ooi, Linda (Mar 2010). “Narcissus tazetta lectin shows strong inhibitory effects against respiratory syncytial virus, influenza A (H1N1, H3N2, H5N1) and B viruses”. Journal of Biosciences (Bangalore) 35 (1):  95–103. doi:10.1007/s12038-010-0012-8. PMC 7091448. PMID 20413914 2015年4月30日閲覧。.

### データベース
- The Plant List